# Shahindokht Molaverdi
Shahindokht Molaverdi, née le 23 octobre 1965, est une femme politique iranienne. Entre 2013 et 2017, elle est la vice-présidente de la République chargée des Femmes et des Affaires familiales.

## Biographie
Shahindokht Molaverdi est diplômée de la faculté de droit de l'université Shahid Beheshti. Son mémoire de maîtrise avait pour sujet les violences faites aux femmes. Elle a aussi un master en Droit international de l’université Allameh Tabatabaei. Elle dirige une étude notariale de 2007 à 2013.
Shahindokht Molaverdi a été nommée vice-présidente en 2013 par le président iranien Hassan Rohani. En dépit de son attitude modérée en matière de droits des femmes, elle suscite l'hostilité des ultraconservateurs.
En 2017, elle est nommée assistante spéciale du président, chargée des droits de la citoyenneté.